# Los Angeles Rams 1962
La stagione 1962 dei Los Angeles Rams è stata la 25ª della franchigia nella National Football League e la 17ª a Los Angeles L'allenatore delle due precedenti stagioni, Bob Waterfield, fu licenziato dopo avere perso sette delle prime otto gare. A sostituito fu Harland Svare che ottenne un pareggio e cinque sconfitte.

## Scelte nel Draft 1962
| Giro | Scelta | Giocatore       | Ruolo            | College                           |
| ---- | ------ | --------------- | ---------------- | --------------------------------- |
| 1    | 3      | Merlin Olsen    | Defensive Tackle | Utah State University             |
| 12   | 156    | Marv Marinovich | Guard            | University of Southern California |

## Calendario
| Stagione regolare |                        |         |        |
| 1                 | at Baltimore Colts     | S 27–30 | 0–1    |
| 2                 | Chicago Bears          | S 23–27 | 0–2    |
| 3                 | Dallas Cowboys         | S 17–27 | 0–3    |
| 4                 | at Washington Redskins | S 14–20 | 0–4    |
| 5                 | at Detroit Lions       | S 10–13 | 0–5    |
| 6                 | Minnesota Vikings      | S 14–38 | 0–6    |
| 7                 | at San Francisco 49ers | V 28–14 | 1–6    |
| 8                 | Detroit Lions          | S 3–12  | 1–7    |
| 9                 | Baltimore Colts        | S 2–14  | 1–8    |
| 10                | San Francisco 49ers    | S 17–24 | 1–9    |
| 11                | at Minnesota Vikings   | P 24–24 | 1–9–1  |
| 12                | at Green Bay Packers   | S 10–41 | 1–10–1 |
| 13                | at Chicago Bears       | S 14–30 | 1–11–1 |
| 14                | Green Bay Packers      | S 17–20 | 1–12–1 |

## Classifiche
| NFL Western Conference |    |    |   |      |        |     |     |     |
|                        | V  | S  | P | %    | CONF   | PF  | PS  | STR |
| Green Bay Packers      | 13 | 1  | 0 | .929 | 11–1   | 415 | 148 | V3  |
| Detroit Lions          | 11 | 3  | 0 | .786 | 10–2   | 315 | 177 | S1  |
| Chicago Bears          | 9  | 5  | 0 | .643 | 8–4    | 321 | 287 | V2  |
| Baltimore Colts        | 7  | 7  | 0 | .500 | 5–7    | 293 | 288 | V2  |
| San Francisco 49ers    | 6  | 8  | 0 | .429 | 5–7    | 282 | 331 | S2  |
| Minnesota Vikings      | 2  | 11 | 1 | .154 | 1–10–1 | 254 | 410 | S3  |
| Los Angeles Rams       | 1  | 12 | 1 | .077 | 1–10–1 | 220 | 334 | S3  |

Nota: I pareggi non venivano conteggiati ai fini della classifica fino al 1972.